# Batalla de Deir ez-Zor (2011-2014)
Las protestas contra el gobierno sirio y la violencia han continuado en la ciudad siria de Deir ez-Zor desde marzo de 2011, como parte de la guerra civil siria, pero a finales de julio de 2011 se iniciaron enfrentamientos a gran escala después de una operación militar para asegurar la ciudad de Deir ez-Zor.  Los rebeldes tomaron la mayor parte de la provincia a finales de 2013, dejando solo pequeños focos de control del gobierno alrededor de la ciudad de Deir ez-Zor.
Desde finales de 2013, EIIL se involucró cada vez más en la batalla, pero se retiró tácticamente en febrero de 2014.  Aun así, en abril de 2014, EIIL lanzó una ofensiva masiva que se hizo cargo de todas las áreas rebeldes.  Los combates intensos continuaron en la ciudad durante los años siguientes entre las tropas del gobierno y el EIIL. A mediados de noviembre de 2016, se informó que desde el inicio de los combates en la ciudad de Deir ez-Zor cinco años antes, alrededor de 3.000 yihadistas antigubernamentales y 2.500 combatientes pro gubernamentales habían sido asesinados. Las fuerzas del gobierno fueron asediadas pero mantuvieron el control del 40 por ciento de la ciudad y el aeropuerto militar.

## Unidades

### Fuerzas rebeldes
Ejército sirio libre / unidades alineadas con SNC
Las unidades rebeldes en el este de Siria originalmente eran en gran parte independientes y no estaban organizadas, hasta que muchos aceptaron la autoridad de la Coalición Nacional para las Fuerzas de Oposición y Revolución Sirias (SNC) a finales de 2012. Sin embargo, la autoridad del SNC siguió siendo mayoritariamente nominal y, a fines de 2013, esta alianza ya comenzó a desintegrarse nuevamente.
- 3.ª división de infantería
- 4.ª división de infantería
- 5.ª División de Comandos
- 7.ª división
- 11.ª división
- Liwa Jund al-Rahman
- Liwa Chouhada 'Deïr ez-Zor
- Brigada Ahfad al-Rasul
- Liwa al-Khadra '
- Liwa al-Abbas
- Liwa al-Qadisiya
- Liwa al-Muhajirin ila Allah
- Leones de Al Jazeera
- Ejército de Retribución[17][18]

 Muyahidines e islamistas
Con el tiempo, varias unidades abandonaron la alianza SNC debido a las diferencias y formaron nuevas coaliciones, a menudo más islamistas.  Sin embargo, estas nuevas alianzas generalmente se mantuvieron aliadas con el consejo.
- Harakat Abna 'al-Islam
  - Jaysh Al-Tawhid (también miembro del Frente Islámico Sirio )
  - Kata'ib al-Ansar
  - Kata'ib al-Sa'iqa
- Jaysh Ahl as-Sunna wa-l-Jama'a (formado por los antiguos grupos de miembros del Frente de Autenticidad y Desarrollo )
  - Liwa al-Athar
  - Liwa Usud as-Sunna
  - Liwa Ahl al-Raya
- Jabhat al-Jihad wal-Bina 'al-Islamiyya (bajo el mando de la Corte Islámica de Deir ez-Zor)
  - Liwa Jaf'ar al-Tayyar
  - Liwa la Ilaha illa Allah
  - Liwa al-Hawaz, Liwa Ibn Qiam
  - Liwa al-Risalla
  - Liwa al-Tawhid al-Islami
  - Liwa Othman bin Afan
  - Liwa Ahfad Mohammad
  - Liwa Sarayat al-Rasoul
  - Liwa Sadiq al-Amin
  - Tajamm'u al-Rachidin
- Brigada de al-Qaka[19]

 Yihadistas radicales
Además del SNC y las coaliciones islamistas aliadas, también había varios grupos yihadistas radicales activos en Deir ez-Zor; aunque normalmente también cooperaron con otros rebeldes más moderados, también trabajaron con el Estado Islámico, especialmente en el interior de Deir ez-Zor.
- Al-Nusra Front[20][21]
- Liwa al-Fatihoun min Ard ash-Sham
- Ahrar al-Sham

### Fuerzas del gobierno
Fuerzas armadas sirias
- Ejército sirio
  -  Guardia Republicana (Siria)|Guardia Republicana]]
    - 104 Brigada Mecanizada

  - 17.ª división
- Fuerza de Defensa Nacional (desde 2013)[5]
- Shabiha (hasta 2012)
- Dirección de Inteligencia Militar
- Fuerzas de los luchadores de las tribus[10]

## Choques (julio de 2011 - mayo de 2012)
El 31 de julio de 2011, el gobierno envió al Ejército Árabe Sirio a varias ciudades sirias para controlar las protestas en la víspera del Ramadán, como parte de una represión en todo el país, apodada la "Masacre del Ramadán" por activistas de la oposición. Una de las ciudades fue Deir ez-Zor.
Para el 13 de agosto de 2011, activistas antigubernamentales informaron que al menos 89 personas murieron en la ciudad y su interior.
El 17 de agosto, los militares ordenaron una retirada parcial de sus fuerzas para permitir que un grupo de periodistas guiado por la policía recorriera la ciudad.  Los tanques y vehículos blindados se trasladaron desde el centro de la ciudad a los campamentos en las afueras.
El 26 de noviembre, 10 soldados fueron asesinados por desertores en feroces enfrentamientos alrededor de la ciudad. También se reportaron varias bajas rebeldes.

### Durante el alto el fuego mediado por la ONU
El 30 de abril de 2012, los rebeldes atacaron una base militar en la ciudad, matando a 12 soldados.  Las fuerzas de seguridad respondieron con fuego de ametralladoras y ametralladoras pesadas, matando al menos a un civil y demoliendo un edificio escolar.
El 19 de mayo de 2012, un coche bomba explotó en la ciudad y mató a nueve personas.  La explosión golpeó un estacionamiento para un complejo de inteligencia militar.
El 22 de mayo, se informó que la policía siria mató a dos manifestantes en presencia de observadores de las Naciones Unidas, quienes inmediatamente abandonaron el área.  En este punto, se informó que muchas ciudades y pueblos estaban bajo control rebelde en la provincia de Deir ez-Zor.

## Batalla por el control (2012-2014)

### Lucha (junio de 2012)
El 13 de junio, cientos de soldados del ejército sirio, respaldados por tanques, atacaron a Deir ez-Zor en respuesta a los ataques del Ejército Sirio Libre en la semana anterior, que destruyeron varios tanques y APC y mataron a decenas de soldados.  Grandes franjas de la provincia cayeron en manos de los rebeldes después de que se derrumbara la alianza entre la élite alauita gobernante y las tribus sunitas, dejando a las tropas gubernamentales con líneas de suministro estiradas.
El 20 de junio, el ejército sirio bombardeó en gran medida las posiciones mantenidas por el Ejército Sirio Libre en la ciudad de Abu Kamal, en la frontera iraquí.  En ese momento, los residentes de la ciudad fronteriza iraquí de Al-Qaim y activistas dentro de Abu Kamal informaron que el intenso bombardeo por parte del ejército había durado 24 horas, pero que el Ejército Sirio Libre aún tenía la ciudad y el importante cruce de la frontera.
El 23 de junio, los combates estallaron en el aeropuerto Deir ez-Zor después de que la FSA intentó capturarlo.  Según los rebeldes, 40 oficiales militares, incluido un primer teniente, desertaron junto con sus armas. El resultado de los combates quedó poco claro.
El 24 de junio, las fuerzas gubernamentales bombardearon las áreas residenciales de la ciudad por segundo día, matando al menos a 20 personas, luego de lo cual los militares se retiraron a las afueras.
El 27 de junio, 10 soldados murieron y otros 15 desertaron en Deir ez-Zor.
El 28 de junio, se informó que la oposición controlaba casi por completo la ciudad de Deir ez-Zor, mientras que los militares continuaron su intenso bombardeo, tratando de recuperarla. Grupos activistas de derechos humanos declararon que este asalto con tanques y artillería había matado a más de 100 residentes. Según informes, el gobierno también les dijo a los médicos que no trataran a las personas en los hospitales locales y los atacaron con hospitales de morteros que rechazaban el comando.  Los trabajadores de ayuda humanitaria de la Media Luna Roja Árabe Siria fueron atacados por el Ejército y mataron a un trabajador.
El 29 de junio, según la agencia estatal de noticias SANA, el Ejército destruyó una camioneta rebelde armada con una ametralladora y mató a todos los rebeldes que se encontraban dentro.
El 1 de julio, cinco rebeldes murieron al plantar un IED cerca de la ciudad.
El 4 de julio, cuatro soldados fueron asesinados por rebeldes en Deir ez-Zor. El mismo día, SANA informó que muchos rebeldes habían muerto cuando el Ejército destruyó seis de sus autos.
El 7 de julio, la agencia de noticias estatal SANA informó que las fuerzas del régimen se enfrentaron con un grupo rebelde en el vecindario de al-Sheik Yassin, causando grandes pérdidas a los rebeldes. Entre los muertos estaban Omar al-To'ma y Qusai Abdul-Majd al-Ani. Cuatro camionetas armadas pertenecientes a los rebeldes también fueron destruidas durante el choque.

### Ofensiva de las FSA (julio – agosto de 2012)
Para el 19 de julio, la FSA había tomado el control de todos los cruces fronterizos entre Siria e Irak. Los rebeldes ejecutaron a 22 soldados sirios bajo los ojos de los soldados iraquíes e incluso les cortaron los brazos y las piernas a un coronel, según el viceministro de Irak.
A pesar de una declaración del diputado iraquí PM afirmando que la FSA controlaba los cuatro cruces fronterizos, aunque se había confirmado que solo tres de ellos seguían activos porque el gobierno iraquí ya había cerrado uno de ellos, un periodista de Reuters en Rabia el cruce fronterizo confirmó la presencia del ejército regular sirio, y los soldados iraquíes no informaron de ninguna actividad del Ejército Sirio Libre en las cercanías del cruce.  Sin embargo, otros tres cruces fronterizos con Irak y Turquía estaban en manos de los rebeldes.
El 21 de julio, los rebeldes controlaron solo el cruce fronterizo de Abu Kamal con Irak, adyacente a la ciudad de Abu Kamal, después de la llegada de los refuerzos del ejército sirio a los otros dos cruces fronterizos con el país.
The Guardian cubrió los combates en Deir ez-Zor e informó sobre veinte grupos de rebeldes que se enfrentaban al Ejército sirio en un estancamiento mortal y prolongado, y los rebeldes afirmaban que controlaban el 90% de la gobernación de Deir ez-Zor.
El Frente al-Nusra, la rama siria de Al-Qaida, también fue cada vez más notorio en la lucha contra el gobierno sirio en la gobernación de Deir ez-Zor, a veces trabajando directamente con el Ejército Sirio Libre, aunque las relaciones entre los grupos pueden haber sido polémicas.
El 1 de agosto, la FSA publicó un video que sugería que habían capturado la sede militar en la ciudad de Mayadin. El 3 de agosto, Reuters informó que la FSA había incautado un complejo para la seguridad política y otros edificios cerca de Mayadin y también mató a trece miembros del personal de seguridad y capturó a tres oficiales de inteligencia durante la batalla.  Un comandante rebelde en el área también dijo a Reuters que solo un puesto de avanzada del ejército y una posición de artillería aún permanecen bajo el control del gobierno sirio cerca de Mayadin.
El 7 de agosto, los rebeldes atacaron un campo petrolero en el área, lo que resultó en enfrentamientos feroces que dejaron a cuatro rebeldes y seis a nueve soldados muertos.  El ataque fue repelido.  El 9 de agosto, la FSA lanzó otro video que supuestamente los muestra ocupando un complejo de seguridad militar en Mayadin el 7 de agosto.  El 9 de agosto, el humanitario británico Peter Clifford también afirmó que a las Fuerzas Armadas sirias solo les quedaban tres puestos de avanzada en el campo de la provincia y que estaban siendo atacados.
El 13 de agosto, la FSA afirmó haber derribado un MiG-23 de la Fuerza Aérea de Siria sobre Deir ez-Zor.  Poco después, se publicó un video de su derribo en YouTube y la oposición siria y las fuentes de Radio Israel, el piloto fue capturado por los rebeldes. Fue la primera pérdida de un avión bombardero del gobierno. Más tarde, SANA confirmó su avión de combate perdido, insistiendo en que el avión no fue derribado, sino que alegó problemas técnicos que lo obligaron a aterrizar y el piloto a expulsar.  Más tarde, los rebeldes publicaron otro video que mostraba a un piloto capturado llamado Coronel Fareer Mohammad Suleiman en su cautiverio.
El 14 de agosto, un combatiente rebelde estacionado en el área dijo a PBS Newshour que "todas las áreas rurales están bajo nuestro control y que las ciudades de Deir ez-Zor, Mayadin y Abu Kamal son un campo de batalla entre nosotros y el ejército de Assad". Ese día, una vez más, Reuters informó que los rebeldes controlaban al menos el 50% de la ciudad de Deir ez-Zor y que las tropas restantes del régimen carecían de experiencia y estaban atrapadas dentro de los complejos de seguridad en el centro de la ciudad y en las afueras del norte. Un diplomático occidental que vigilaba al ejército sirio dijo que las fuerzas rebeldes en Deir ez-Zor estaban fragmentadas, pero que las fuerzas del ejército sirio carecían de los números y las líneas de suministro para derrotarlos.  La mayoría de los departamentos gubernamentales se han cerrado y los trabajadores públicos no reciben remuneración en lo que los activistas llaman el castigo colectivo de una población muy unida que se alía cada vez más con los rebeldes, después de que las alianzas entre la élite de Damasco y los jefes tribales se deshicieron.  Se estima que un tercio de los habitantes de la ciudad de Deir ez-Zor han huido a las gobernaciones limítrofes de Al-Hasakah y Raqqa.

### Continua la lucha (agosto de 2012 - mayo de 2013)
El 22 de agosto, las AFP informaron que la FSA incautó partes de la ciudad de Abu Kamal, incluida una oficina de inteligencia y puestos de control militares. Más tarde ese día, Al Jazeera informó desde la ciudad fronteriza iraquí de Qaim que los combatientes del Ejército Sirio Libre habían lanzado un ataque contra la única base militar cerca de Abu Kamal que aún estaba en manos del ejército regular.  El ejército había usado esta base para bombardear a Abu Kamal. La lucha pesada estaba en curso. Además, en la ciudad de Deir ez-Zor, el ejército solo tenía tres bases en las afueras de la ciudad.
El 1 de septiembre, la FSA capturó una instalación de defensa aérea en Abu Kamal. Tres días después, la FSA tomó el control del complejo principal de seguridad en la ciudad de Deir ez-Zor, expulsando a las fuerzas leales de una de sus tres bases restantes en las afueras de la ciudad.
El 5 de septiembre, los rebeldes capturaron el aeropuerto militar de Hamdan cerca de Abu Kamal, después de un asedio de tres días y una defección interna. Sin embargo, la captura fue solo temporal, ya que las tropas sirias que estaban fuera de la base pudieron obligarlos a retirarse. Aun así, los rebeldes reconocieron que solo docenas de tropas sirias en el área pudieron sobrevivir al ataque. El aeropuerto de Hamdan fue el último lugar restante en las cercanías de Abu Kamal, donde las fuerzas pro Assad mantuvieron sus estaciones.
El 28 de septiembre, un comandante de la brigada rebelde dijo que después de que los rebeldes se retiraran de los vecindarios de al-Qusour y al-Joura, estas ubicaciones fueron atacadas por unidades del ejército sirio que llevaron a cabo ejecuciones sumarias. También dijo que el 80 por ciento de la ciudad estaba en manos de la FSA, con solo un aeropuerto militar y parte del distrito de Mayadin en manos del gobierno. El ejército sirio también lanzó una operación para recuperar el barrio de Rashidiya.
El 4 de noviembre, los rebeldes capturaron el campo petrolero de Al Ward después de tres días de intensos combates.
El 15 de noviembre, los rebeldes tomaron el control de la sede militar en Abu Kamal, después de fuertes enfrentamientos con las fuerzas gubernamentales.
El 16 de noviembre, los rebeldes tomaron el aeropuerto militar de Hamdan, el último lugar que el gobierno controlaba en Abu Kamal.  De hecho, el aeropuerto era una base utilizada para transportar productos agrícolas que se convirtió en una base de helicópteros.  Con la caída de Abu Kamal, el principal aeropuerto militar de Deir ez-Zor fue la única base aérea del régimen en la región, creando así la mayor área controlada por los rebeldes en el país.
Sin embargo, después de la caída de Hamdan, 12 rebeldes fueron asesinados en el bombardeo en las afueras de la ciudad por el ejército.
Para el 21 de noviembre, los rebeldes controlaban dos de los tres principales campos petroleros de la provincia y los utilizaban para abastecerse de petróleo.  Se estaban preparando para la captura del restante, pero necesitaban ingenieros para operarlo.  Según los informes, también se hicieron planes para avanzar hacia el norte hacia la provincia de Hasakah, dominada por los kurdos .  El 30 de noviembre, el SOHR informó que las tropas gubernamentales abandonaron el campo petrolífero de Omar al este de Deir ez-Zor, que pronto fue ocupado por las fuerzas de la oposición.  Sólo cinco campos menores al oeste de la ciudad aún permanecían bajo el control del gobierno.
El 22 de noviembre, después de 20 días de asedio, los rebeldes también capturaron la base militar de Mayadin , desde donde los soldados evacuaron la base aérea de Deir ez-Zor, expulsando a los elementos del gobierno desde el área de la ciudad iraquí hasta la capital de la provincia.  Dos días después, los rebeldes rodearon el aeropuerto.
El 3 de diciembre, estalló un feroz combate en los distritos de Mouzafin y Joubaila de Deir ez-Zor, mientras que, según los informes, los rebeldes bombardearon la base aérea militar cercana.  El 12 de diciembre, la agencia de ayuda francesa Médicos Sin Fronteras pidió que se evacuara a los enfermos y heridos de la ciudad sitiada.  El 11 de enero de 2013, se informó que el gobierno controlaba los vecindarios de Al Qussour y Joura (noroeste) y estaba bombardeando los vecindarios de Alwrdi, Al-Jabaile y Ar rushdia (sureste).
El 29 de enero de 2013, los rebeldes capturaron el importante puente Siyasiyeh (y otro puente más pequeño) en el río Éufrates en Deir ez-Zor, que conecta Deir ez-Zor con Hasakah , después de los enfrentamientos con el ejército sirio.  El director de SOHR, Rami Abdel Rahman afirmó que "el puente Siyasiyeh es el más importante en el área, ya que conecta Deir ez-Zor con Hasakah.  Su captura significa que los suministros del ejército a Hasakah se cortarán casi por completo "y que también" Estos avances en Deir ez-Zor son muy importantes porque esta ciudad estratégica es la puerta de entrada a una región rica en recursos de petróleo y gas.  "Si los rebeldes continúan progresando y obtienen el control de lo que queda de los puestos militares, el campamento de Pioneros y el aeropuerto militar Deir ez-Zor, será la primera ciudad importante que caiga en manos de los rebeldes".  En otras partes de Deir ez-Zor, los activistas afirmaron que los rebeldes también habían tomado el control de un complejo de inteligencia gubernamental después de cinco días de intensos combates, con la ayuda de combatientes islamistas.  SOHR afirmó que los rebeldes habían tomado el control del complejo del gobierno, incluida la prisión, desde donde liberaron al menos a once figuras de la oposición.  LCC también informó que los rebeldes capturaron un tanque y tres vehículos blindados de personal.
De enero a abril de 2013, hubo enfrentamientos entre la FSA y las fuerzas del Ejército sirio en torno al edificio de la policía política en el vecindario de Hawiqa.
El 22 de febrero, combatientes del Ejército Sirio Libre capturaron una instalación de investigación nuclear en Al Kibar del Ejército Sirio. La instalación de investigación nuclear fue la misma que fue atacada por un ataque aéreo israelí en 2007.
El 2 de mayo de 2013, el puente colgante Deir ez-Zor , construido durante el mandato del mandato francés de Siria y el Líbano (1920–1941), fue destruido por los bombardeos del Ejército Sirio Libre.  Eso dejó al Puente Siyasiyeh como la única conexión a través del Éufrates a la sección occidental de Deir ez-Zor y la provincia de Hasakah , hasta su destrucción en 2014.
El 6 de mayo, el Ejército Sirio Libre derribó un helicóptero SAA y mató a ocho soldados del gobierno cerca del aeropuerto militar Deir ez-Zor.

### Masacre de Hatla (junio de 2013)
El 10 de junio, combatientes a favor del gobierno chiitas de la aldea de Hatla, al este de Deir ez-Zor, atacaron una posición rebelde cercana, matando a cuatro rebeldes.  Al día siguiente, en represalia por el ataque, miles de rebeldes atacaron y capturaron la aldea, matando a sesenta residentes, combatientes y civiles, según SOHR.  Los rebeldes también quemaron casas de civiles durante la toma de posesión. diez combatientes rebeldes murieron durante el ataque. ciento cincuenta residentes chiitas huyeron a la aldea cercana de Jafra, controlada por el gobierno.
El 14 de junio, el barrio de al-Sina'a fue bombardeado por fuerzas regulares en el momento en que los habitantes del barrio protestaban; no se determinaron bajas.  Los enfrentamientos fueron feroces entre las fuerzas rebeldes y regulares en los barrios de al-Jbeila y al-Rashdiya después de que los refuerzos militares entraron en al-Jbeila.
El 22 de junio, la violencia reinició entre las fuerzas rebeldes y las fuerzas regulares en el control de Mashfa al-Qalb (hospital del corazón) de la ciudad de Deir ez-Zor.  Un combatiente rebelde recibió disparos de las fuerzas regulares en el cruce de al-Mawt.

### Ofensiva rebelde (agosto de 2013)
El 11 de agosto, los rebeldes lanzaron una nueva ofensiva para capturar toda la ciudad.
El 13 de agosto, se produjeron enfrentamientos en la ciudad de Deir Ezzour, en el suburbio de Rashdin, cuando las fuerzas gubernamentales intentaron asaltarla.  Los rebeldes atacaron antes el hospital cardíaco en la ciudad, sin informes de pérdidas. 4 rebeldes asesinados por enfrentamientos en los barrios de al-Jbeila, Hawiqa y Sina'a.
Hasta el 20 de agosto, el barrio occidental de Hawiqa, incluida la sede local del Partido Baath, había caído en manos de los rebeldes. La oposición afirmó que 160 soldados del gobierno y docenas de rebeldes habían muerto en la lucha por Hawiqa. Las fuerzas gubernamentales tomaron represalias bombardeando a los rebeldes desde sus posiciones en los distritos de Joura y Ghazi Ayyash. La Brigada Ahfad al-Rasul, afiliada a la FSA y recientemente suministrada por Catar con misiles antiaéreos, desempeñó un papel importante en la toma de Hawiqa. El mismo día, el Ejército golpeó a las fuerzas rebeldes en el distrito de Hawiqa con tanques y múltiples lanzadores de cohetes, y también los combatió en el territorio que separa a Hawiqa del distrito de Joura, dijeron fuentes de la oposición en la ciudad.  El gobierno estaba tratando de recuperar Hawiqa porque no podía permitirse que los rebeldes estuvieran tan cerca de su bastión más importante de Joura y el campamento del Ejército allí.  La inteligencia de la fuerza aérea y la inteligencia militar, dos importantes complejos de seguridad en la ciudad, también estaban ubicados en el cercano distrito de Ghazi Ayyash, y se encontraban dentro del rango de granadas rebeldes propulsadas por cohetes.

### Progreso rebelde adicional
El 14 de octubre, SOHR informó que los rebeldes capturaron los distritos de Resefa y Sinaa de la ciudad de Deir ez-Zor, así como el hospital militar de Deir ez-Zor.  Tres días después, el jefe de la inteligencia militar siria en la provincia de Deir Ez-Zor, el mayor general Jameh Jameh, fue asesinado en Deir ez-Zor. SOHR informó que un francotirador rebelde le había disparado en el distrito de Rashdiya de la ciudad durante una batalla con las brigadas rebeldes.
El 23 de noviembre, los combatientes rebeldes tomaron el control del campo petrolífero Al-Omar, el campo petrolífero más grande de Siria. En consecuencia, el gobierno sirio se volvió casi totalmente dependiente del petróleo importado.
El 27 de diciembre, los combatientes rebeldes tomaron el control de la mayoría de la ciudad de Al-Jafra, estratégicamente adyacente a la Base Aérea Militar Deir ez-Zor. Sin embargo, tres días después, las tropas sirias, respaldadas por unidades de la Fuerza de Defensa Nacional, recapturaron Jafra.
El 3 de febrero, los rebeldes estaban empujando hacia el área de la ciudad, capturando a Hamidiyah, Hawiqa y la mayor parte de Al-Rashdiya. Una semana después, los rebeldes tomaron todo el territorio de EIIL en Deir ez-Zor después de que todos los combatientes de EIIL se retiraron de la ciudad. Dentro de un día, más de treinta batallones y brigadas de la FSA en Deir ez-Zor se unieron en una nueva coalición llamada "Asamblea Mujahidi Deir Al-Zor".
El 27 de marzo, los rebeldes hicieron estallar un edificio en el barrio al-Rasafa de la ciudad de Deir ez-Zor con víctimas confirmadas en las filas del Ejército sirio.

## Consecuencias

### Ofensiva de abril
El 10 de abril, EIIL lanzó un ataque de tres frentes contra posiciones rebeldes en y cerca de la ciudad fronteriza de Abu Kamal y, según informes, tomó el control de partes de la ciudad. Esto marcó el comienzo de una ofensiva de dos meses que terminó cuando, el 14 de julio, EIIL detuvo a todos los barrios controlados por los rebeldes en la capital provincial después de expulsar a Nusra y otros grupos rebeldes. Un día después, EIIL ejecutó al comandante rebelde de al-Nusra en Deir ez-Zor. EIIL también arrebató a todas las ciudades y pueblos controlados por los rebeldes en toda la provincia, asumiendo el control de entre el 95% y el 98% de la provincia de Deir Ez-Zor.
El 17 de agosto, SOHR dijo que en las dos semanas anteriores los yihadistas del Estado Islámico mataron a más de 700 miembros tribales en el este de Siria en la gobernación de Deir ez-Zor, rica en petróleo.

### Septiembre-noviembre 2014 ofensiva del ejército
El 3 de septiembre, EIIL lanzó un intento de capturar el aeropuerto militar Deir-ez-Zor, pero el intento fue rechazado y las fuerzas de EIIL se vieron obligadas a retirarse 3 km de la base, mientras que el ejército lanzó ataques aéreos en posiciones de EIIL. Según el Ejército, EIIL perdió al menos 47 combatientes.
Dos días después, el general Issam Zahreddine regresó a Deir Ezzor con un convoy de 600 soldados de la Guardia Republicana y 90 vehículos armados para reforzar la defensa militar del aeropuerto. El 14 de septiembre, SAA habría destruido una base fortificada perteneciente a EIIL, matando a 14 militantes en el proceso. Al día siguiente, las fuerzas especiales y los ingenieros del ejército sirio hicieron estallar el Puente Siyasiyeh (Puente Político), matando a todos los militantes que estaban en él. Por lo tanto, EIIL perdió la única ruta terrestre disponible para moverse en partes de la ciudad que controla. La ofensiva se intensificó el 11 de octubre, cuando el Ejército asaltó la Escuela Al-Ba'ajeen en el distrito de Jubeileh de la ciudad. La escuela fue utilizada por EIIL como sede.
En la noche del 14 al 15 de octubre, la Brigada 104 de la Guardia Republicana capturó la aldea de Haweeja Saqr cerca de Deir ez-Zor, matando a 33 militantes de EIIL, incluidos cuatro comandantes de campo, y capturando a otros 15.  Nueve tropas de la Guardia Republicana, incluidos dos oficiales, murieron en los combates. El 21 de octubre, EIIL atacó el barrio industrial al-Sina'a de la ciudad.  Las fuentes de la oposición afirmaron que lograron romper las defensas del Ejército, pero una fuente militar declaró que el ataque fue rechazado y resultó en la muerte de 23 militantes, entre ellos Zakaria al-Aboush, excomandante del Ejército Sirio Libre de Ansar al-Islam. Las tropas del gobierno también continuaron su ofensiva contra la isla de Sakr en un intento por crear una zona de amortiguamiento entre las áreas controladas por el EIIL y el antiguo aeropuerto militar.
El 24 de octubre, EIIL falló nuevamente en asaltar la zona industrial de al-Sina'a, sufriendo alrededor de 50 víctimas y docenas de heridos según el Ejército.  En ese momento, el 104 estaba chocando con los militantes en el norte de la isla y controlaba la mayor parte de acuerdo con el Ejército. El Ejército afirmó que la 104.ª alcanzó el puente Al Anafat entre la isla Saqr y la ciudad, mientras que los restos de EIIL en la parte noreste de la isla aún se enfrentaron con las fuerzas gubernamentales el 26 de octubre. Dos días después, EIIL detonó un coche bomba en un área residencial en la isla de Sakr, matando a 3 civiles e hiriendo a otros 11.  El bombardeo fue seguido por intensos enfrentamientos que, según informes, dejaron 44 yihadistas muertos mientras que otros 22 fueron capturados. Un avión no tripulado EIIL fue derribado sobre el cementerio al día siguiente. Según el Ejército, las tropas gubernamentales mataron a otros 120 insurgentes del 29 al 31 de octubre, y lograron ejercer el control sobre el 90% de la isla Sakr.
El 12 de noviembre, las tropas del gobierno capturaron las pesquerías de los bancos occidentales en la isla de Sakr, que fueron utilizadas por EIIL para viajar de ida y vuelta de la isla al continente. También se descubrió una pequeña red de túneles. EIIL sufrió más bajas el 20 de noviembre después de que la Brigada 104 atacara sus bases de suministros, escondites de francotiradores y repelió los intentos de infiltración. Al menos 33 militantes fueron asesinados y 15 capturados. Las posiciones de EIIL en el Parque Central en la Isla Sakr se debilitaron aún más.
El 28 de noviembre, según el Ejército, sus unidades llevaron a cabo redadas contra las posiciones de EIIL en el Central Park en la isla Sakr.  Afirmó que al menos 17 combatientes de EIIL fueron asesinados y 24 fueron arrestados en toda la ciudad.

### Ofensiva del EIIL (diciembre de 2014)
El 3 de diciembre, EIIL lanzó una ofensiva en dirección a la base aérea militar Deir Ezzor.  Según informes, lograron capturar el edificio Al-Masemekeh después de que un atacante suicida detonara un automóvil cerca de él. Al día siguiente, EIIL avanzó más y capturó la aldea de Al Mari'iyah y también capturó partes de la aldea de al-Jafra, El 5 de diciembre, EIIL capturó la aldea de al-Jafra.
El 5 de diciembre, el Ejército lanzó un contraataque y recapturó partes de la aldea de Al Mari'iyah y recuperó el control del perímetro de la base aérea Deir ez-Zor de EIIL.  El Ejército afirmó que había matado a más de cien militantes de EIIL desde el inicio de la ofensiva de EIIL.  Según el SOHR, EIIL logró capturar algunas posiciones y equipo militar en la montaña que domina la ciudad.
Durante la noche del 6 de diciembre, EIIL tomó el control del batallón de misiles al noreste del aeropuerto e intentó asaltar la propia base aérea, pero falló. EIIL también se retiró de las alturas con vistas a Deir ez-Zor después de haber sido expuesto a fuertes bombardeos aéreos, que al parecer usaban cloro. Desde el inicio de la ofensiva, cincuenta y un soldados y sesenta y ocho militantes de EIIL fueron asesinados.